# Hipermnezija
Hipermnezija se definira kao pojačana sposobnost pamćenja određenih događaja, sadržaja i sl. Pojačana sposobnost pamćenja češće je vezana uz afektivno obojena stanja (ugodna sjećanja, ali i neugodna iskustva). Često smo svjedoci da bi i sami htjeli zaboraviti neke neugodne situacije iz vlastitog života, ali upravo intenzivne emocije koje ih prate otežavaju da budu zaboravljene.